# Folsomides pseudangularis
Folsomides pseudangularis är en urinsektsart som beskrevs av Chen 1985. Folsomides pseudangularis ingår i släktet Folsomides och familjen Isotomidae. Inga underarter finns listade i Catalogue of Life.